# مارشال ميلز
مارشال ميلز (بالإنجليزية: Marshall Mills)‏ هو مدير فني أمريكي، ولد في القرن العشرين.